# Бета-лист

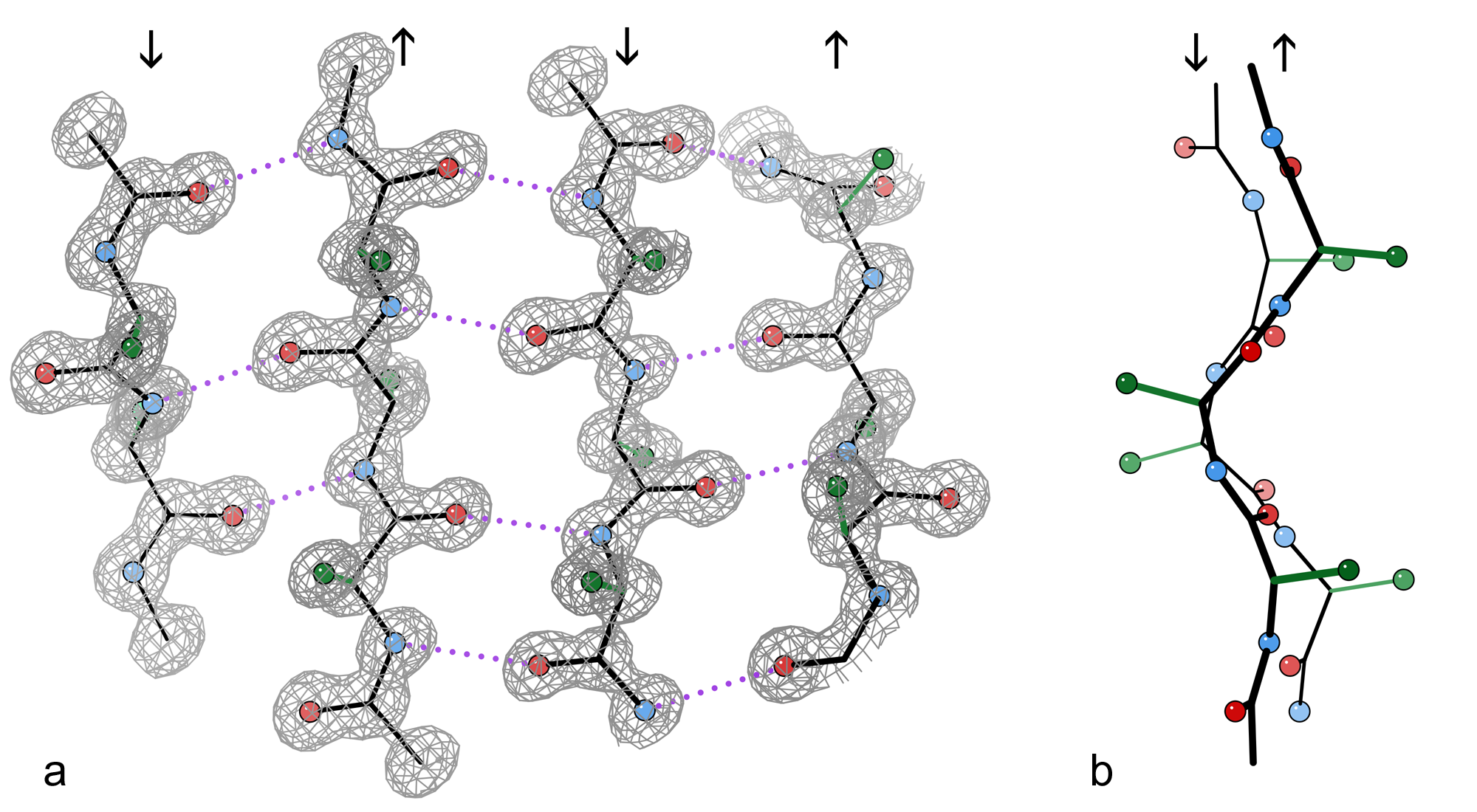
Пример бета-листа, сложенного из четырёх антипараллельных нитей. Показана кристаллическая структура фермента каталаза (по файлу PDB 1GWE на разрешении 0,88 Å). a) Вид сверху. Видны водородные связи (линии из точек) между группами NH и CO в аминокислотах. Стрелки показывают направление цепочки. Контурами показана плотность электронов у атомов (кроме водорода). Красные шары — кислород, синие — азот; водород не показан; у боковых цепей показан зелёным только первый атом углерода. b) Вид сбоку на центральные 2 нити. Видно правостороннее закручивание и складчатость слоя, когда боковые цепи последовательно соединенных аминокислот попеременно обращены на разные стороны листа.

β-Лист (β-складчатый слой) — одна из форм регулярной вторичной структуры белков, немного более редкая, чем альфа-спираль. Бета-листы состоят из бета-цепей (нитей), связанных с боков  двумя или тремя водородными связями, образуя слегка закрученные, складчатые листы.
Объединение множества бета-листов может приводить к образованию белковых агрегатов и фибрилл, наблюдаемых при многих заболеваниях человека и животных, в частности, амилоидозов (в том числе болезни Альцгеймера).

## Номенклатура
Термины были заимствованы из английского языка: β-цепью (β-chain) или β-тяжем (β-strand) называют участок полипептидной цепи длиной от 3 до 10 аминокислот, в вытянутой, практически линейной форме; β-листом (β-sheet) называют структуру из как минимум двух β-цепочек, которые связаны между собой водородными связями.

## История
Впервые структура β-листа была предложена Уильямом Астбери в 1930-х годах. Он высказал идею об образовании водородных связей между пептидными группами двух параллельных или антипараллельных β-цепей. Однако у Астбери не было достаточно данных по геометрии связей между аминокислотами для построения чёткой модели, особенно если учесть, что он не знал о планарности пептидной связи. Усовершенствованная модель была предложена Лайнусом Полингом и Робертом Кори в 1951 году. Их модель включала планарность пептидной связи, которую они ранее объясняли как результат таутомеризации кето-енола.

## Структура и ориентация

### Геометрия
Основная часть β-тяжей расположена по соседству с другими тяжами и образует с ними обширную систему водородных связей между группами C=O и N-H пептидных остовов. В полностью вытянутом β-листе соседние β-тяжи идут вверх, затем вниз, затем опять вверх и т. д. Соседние β-тяжи в β-листе расположены таким образом, что их Cα-атомы находятся рядом и их боковые цепи указывают в одном направлении. Складчатая структура β-тяжа объясняется тем, что углы φ и ψ (между Cα и N-H и Cα и C=O, соответственно) меньше, чем 180° (−139° и +135°), что приводит к зигзагоподобной форме цепи. Расположение соседних тяжей может быть параллельным или антипараллельным, в зависимости от направления пептидных цепей. Антипараллельное расположение более предпочтительно, поскольку в этом случае межцепочечные водородные связи ориентированы параллельно друг другу и перпендикулярны оси симметрии β-листа.
Идеальный β-лист (такой, в котором конформация главной цепи всех аминокислотных остатков одинакова) имеет плоскую структуру. Однако в 1973 году Чотиа заметил, что в белках β-листы всегда скручены как правый пропеллер, а плоские и левопропеллерные β-листы практически не встречаются.

### Аминокислотные особенности
Большие ароматические остатки (Тир, Фен, Трп) и β-разветвленные аминокислоты (Тре, Вал, Иле) чаще всего находятся в середине β-листа. Интересно, что такие аминокислотные остатки как Про располагаются по краям тяжей в β-листе, предположительно для избегания агрегации белков, которая может привести к формированию амилоидов.

## Общие структурные мотивы

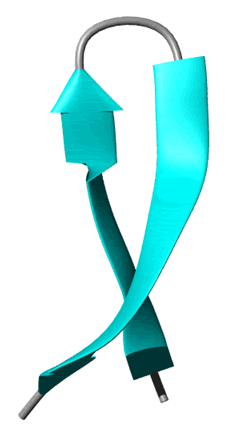
Мотив β-шпилька

### Мотив β-шпилька
Очень простым структурным мотивом, включающим β-листы, является β-шпилька, в которой две антипараллельные нити связаны короткой петлей из двух-пяти остатков, из которых один часто является глицином или пролином, оба из которых могут принимать конформации двугранного угла, необходимые для плотного поворота или петли β-выпуклости. Отдельные нити также могут быть связаны более сложными способами с более длинными петлями, которые могут содержать α-спирали.

### Мотив "Греческий ключ"
Мотив греческого ключа состоит из четырех смежных антипараллельных нитей и соединяющих их петель. Он состоит из трех антипараллельных прядей, соединенных шпильками, в то время как четвертая примыкает к первой и связана с третьей более длинной петлей. Этот тип структуры легко образуется в процессе фолдинга белка. Он был назван в честь узора, общего для греческого орнаментального искусства (см. Меандр).

Мотив "Греческий ключ"

### β-α-β мотив

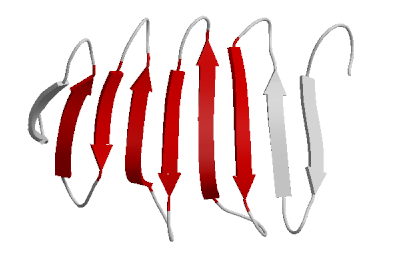
Мотив β-меандра с внешней поверхности белка А

Из-за хиральности входящих в их состав аминокислот все нити демонстрируют правостороннее скручивание, очевидное в большинстве структур β-листа более высокого порядка. В частности, связующая петля между двумя параллельными нитями почти всегда имеет правую перекрестную хиральность, чему сильно способствует присущая листу извилистость.Эта связующая петля часто содержит спиральную область, и в этом случае она называется мотивом β-α-β. Близкородственный мотив, называемый мотивом β-α-β-α, образует основной компонент наиболее часто наблюдаемой третичной структуры белка - цилиндр ТИМА.

### Мотив β-меандр

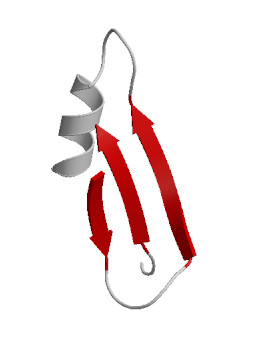
Мотив Пси-петли из карбоксипептидазы А

Простая белковая топология, состоящая из 2 или более последовательных антипараллельных β-нитей, соединенных вместе шпилечными петлями. Этот мотив распространен в β-листах и может быть найден в нескольких структурных архитектурах, включая β-цилиндры и β-пропеллеры.

### Мотив Ψ-петля
Мотив пси петли (Ψ-петли) состоит из двух антипараллельных нитей с одной нитью между ними, которая связана с обеими водородными связями. Существует четыре возможных топологии прядей для одиночных Ψ-петель. Этот мотив встречается редко, так как процесс, приводящий к его образованию, кажется маловероятным во время фолдинга белка. Ψ-петля была впервые идентифицирована в семействе аспарагиновых протеаз.

## Структурные архитектуры белков с β-листами
β-листы присутствуют во всех-β, α+β и α/β доменах, а также во многих пептидах или небольших белках с плохо определенной общей архитектурой. Все β-домены могут образовывать β-цилиндры, β-сэндвичи, β-призмы, β-пропеллеры и β-спирали.

## Динамические функции
β-плиссированные листовые структуры состоят из протяженных β-нитевых полипептидных цепей, причем нити соединены со своими соседями водородными связями. Благодаря этой расширенной конформации позвоночника β-листы сопротивляются растяжению. β-листы в белках могут осуществлять низкочастотное, похожее на аккордеон, движение, наблюдаемое с помощью рамановской спектроскопии и анализируемое с помощью квазинепрерывной модели.

## Параллельные β-спирали

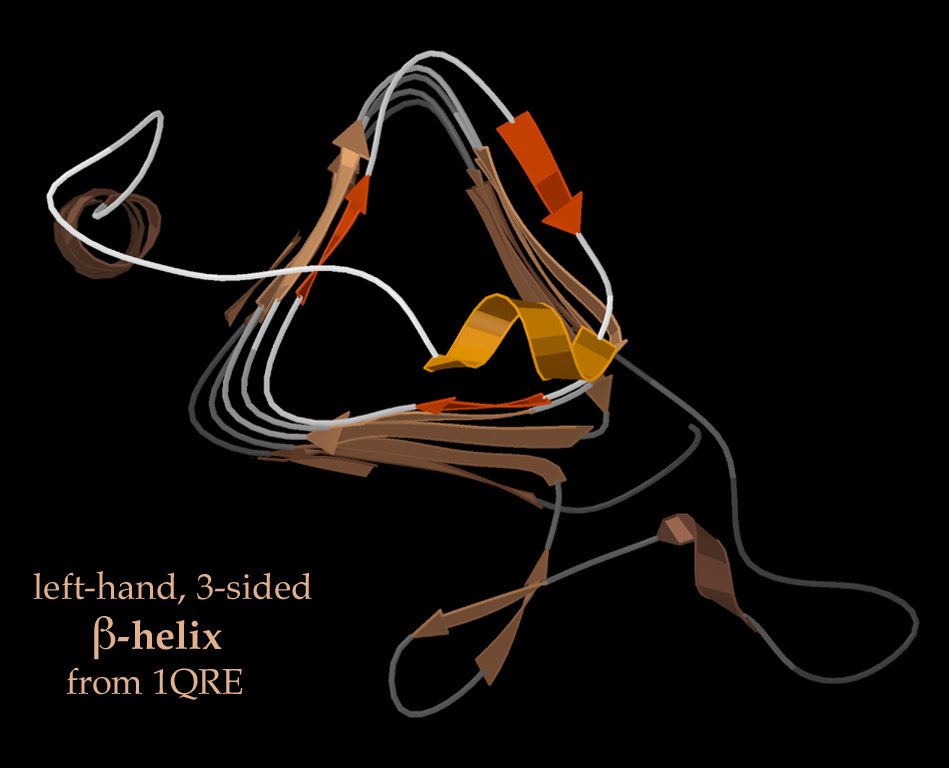
Вид с конца 3-сторонней левозакрученной β-спирали

β-спираль образована из повторяющихся структурных единиц, состоящих из двух или трех коротких β-нитей, соединенных короткими петлями. Эти блоки "укладываются" друг на друга по спирали, так что последовательные повторения одной и той же нити образуют водородную связь друг с другом в параллельной ориентации. См. β-спираль
В левозакрученных β-спиралях сами нити довольно прямые и раскрученные; результирующие винтовые поверхности почти плоские, образующие правильную треугольную призматическую форму, как показано для 1QRE архейской углекислотной ангидразы справа. Другими примерами являются фермент синтеза липида А LpxA и белки антифриза насекомых с регулярным набором боковых цепей на одной грани, которые имитируют структуру льда.

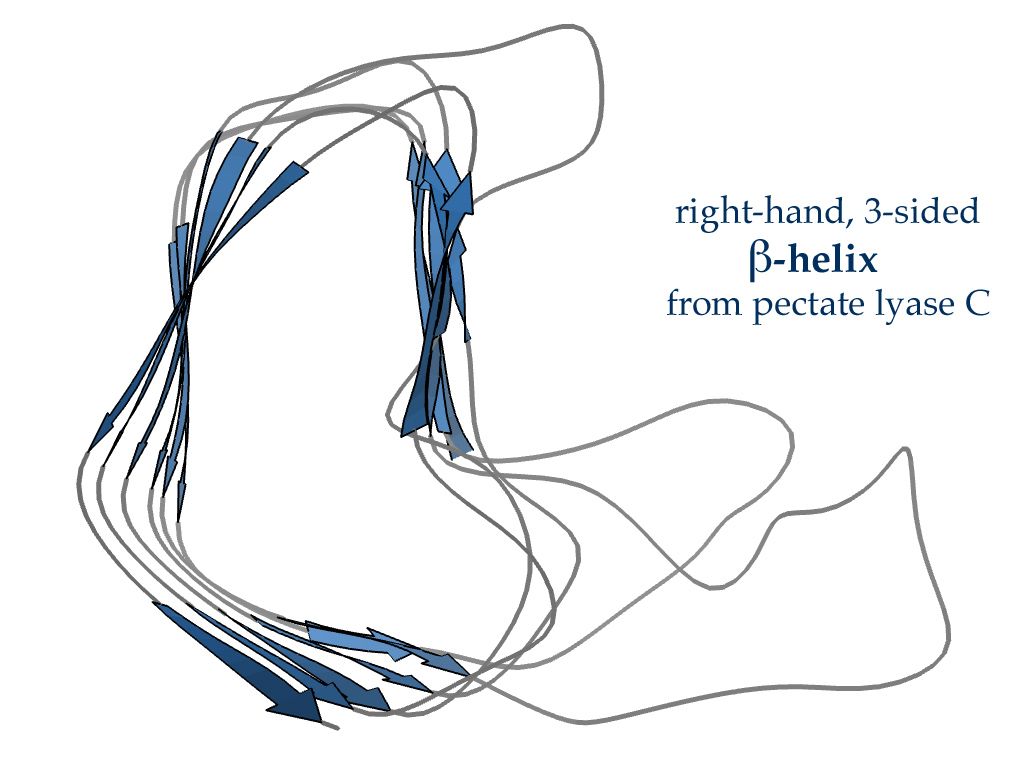
Вид с конца 3-сторонней правозакрученной β-спирали

Правосторонние β-спирали, типичные для фермента пектат-лиазы, показанного слева, или белка, похожего на хвост фага P22, имеют менее правильное поперечное сечение, более длинное и с отступом с одной из сторон; из трех петель линкера одна последовательно имеет длину всего два остатка, а другие являются переменными, часто разработанными для образования связующего или активного сайта.
Двусторонняя β-спираль (правозакрученная) обнаружена в некоторых бактериальных металлопротеазах; ее две петли имеют длину по шесть остатков каждая и связывают стабилизирующие ионы кальция для поддержания целостности структуры, используя основу и оксигены боковой цепи Asp мотива последовательности GGXGXD. Эта складка называется β-рулоном в классификации SCOP.

## См. Также
- α-спираль
- Третичная структура
- Фолдинг белка
- Мотив

## Дальнейшее чтение
- Super Secondary Structure - Part II. Principles of Protein Structure Using the Internet (31 мая 1996). Дата обращения: 25 мая 2007.
- Open-sided Beta-meander. Structural Classification of Proteins (SCOP) (20 октября 2006). Дата обращения: 31 мая 2007. Архивировано 4 февраля 2012 года.

## Внешние ссылки
- Anatomy & Taxonomy of Protein Structures -survey Архивная копия от 16 марта 2019 на Wayback Machine
- NetSurfP - Secondary Structure and Surface Accessibility predictor